# Commequiers
 Commequiers  es una población y comuna francesa, en la región de Países del Loira, departamento de Vendée, en el distrito de Les Sables-d'Olonne y cantón de Saint-Gilles-Croix-de-Vie.

## Demografía
| 1832 | 1719 | 1701 | 1862 | 2053 | 2297 | 2649 |
| Para los censos de 1962 a 1999 la población legal corresponde a la población sin duplicidades (Fuente: INSEE [Consultar]) |      |      |      |      |      |      |